# Chromolaena odorata
La albahaquilla de Cuba (Chromolaena odorata), también conocida como rompe saragüey, es un arbusto de la familia del girasol nativo de Norteamérica, desde Florida y Texas a México, Centroamérica, Sudamérica y en las islas de las Antillas, con una distribución amplia fuera de su rango nativo. Está incluido en la lista 100 de las especies exóticas invasoras más dañinas del mundo de la Unión Internacional para la Conservación de la Naturaleza.

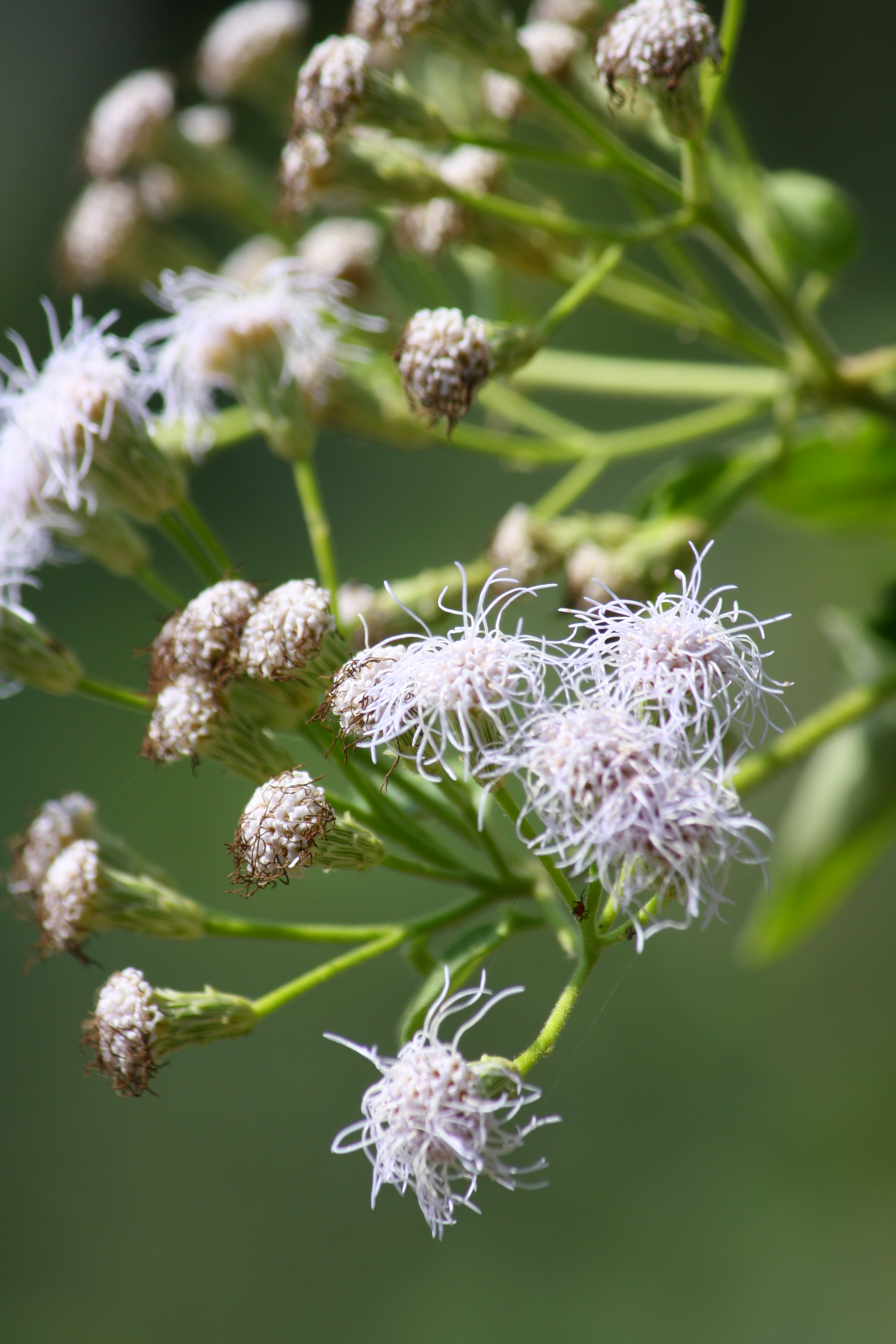
Inflorescencia

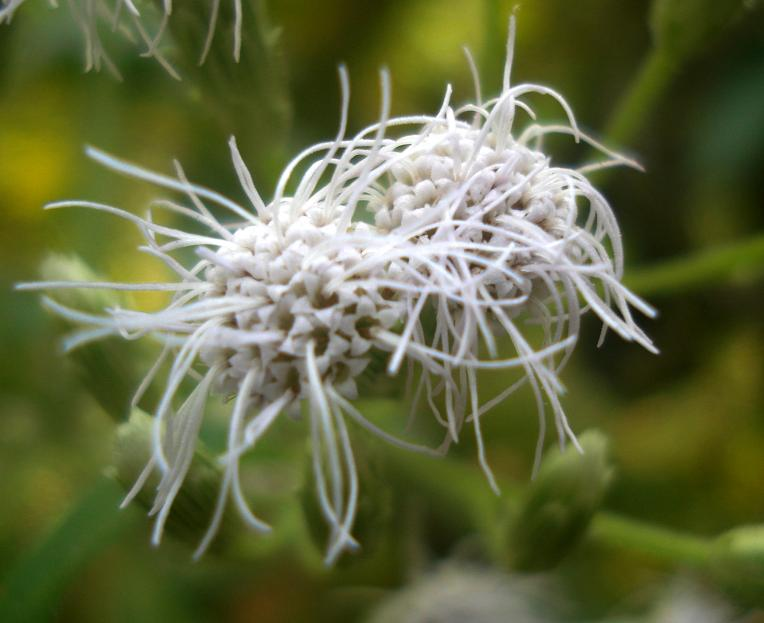
Detalle de la flor

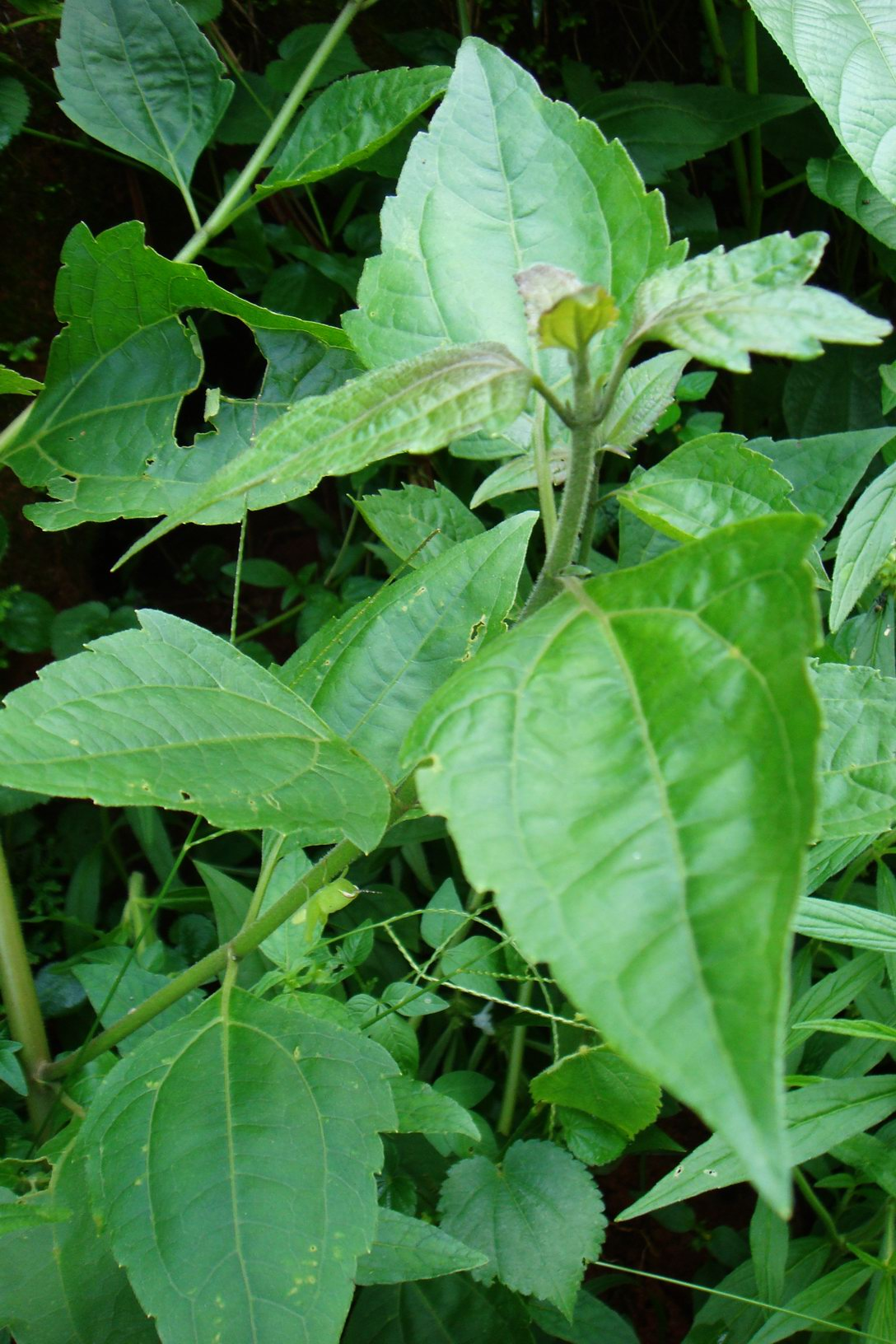
Hojas

## Descripción
Se trata de una maleza invasora de los cultivos de campo en África y Asia donde se ha introducido. Ahora se encuentra en todo el Asia tropical, África occidental, y en partes de Australia. A veces se cultiva como planta medicinal y como planta ornamental. Se utiliza como medicina tradicional en Indonesia. Las hojas jóvenes son triturados, y el líquido resultante se puede utilizar para tratar heridas de la piel. 
Anteriormente estaba clasificada taxonómicamente en el género Eupatorium, pero ahora se considera más estrechamente relacionado con otros géneros en la tribu Eupatorieae.
Chromolaena odorata ha sido considerada la más problemática especie invasora de las selvas lluviosas de África.

## Propiedades
En Oaxaca, para tratar las fiebres puerperales  se aprovechan las ramas completas hervidas en agua suficiente para suministrar un baño a la enferma, esta cocción se prepara acompañada con manojos de cruz dulce chica (sp. n/r), sauce rojo (Salix humboldtiana) y potonxihuite (Cestrum dumetorum). Con el agua resultante se aplican compresas calientes en la frente, sienes y nuca, y se da un baño de pies o de asiento.
En Quintana Roo, para aliviar la retención de orina  se prepara la planta en infusión junto con raíz o corteza de elemuy (Malmea depressa), estigmas de maíz (Zea mays) y hojas de purgasen; se toma como agua de uso, un litro diario durante seis días. Para curar el mal aire se ocupan las raíces hervidas.
Historia
En el siglo XX, Maximino Martínez relata los usos siguientes: como antipirético, para gastroenteritis y padecimientos hepáticos, como tónico, sialagogo y vulnerario. La Sociedad Farmacéutica de México la señala para gastroenteritis, padecimientos hepáticos y como tónico.
Química
De las hojas se obtiene un aceite esencial en el que se ha identificado el sesquiterpeno eupatenol. En todos los órganos de la planta se han identificado los flavonoides sakuranetina y el iso-compuesto y salvigenina; la chalcona odoratina y los componentes acacetina, velutina, tamerixetina y mikanina.

## Toxicidad
Chromolaena odorata contiene alcaloides pirrolizidínicos como 7- y 9-angeloilretronecina, intermedina, rinderina y 3′-acetilrinderina, y otros compuestos carcinógenos.

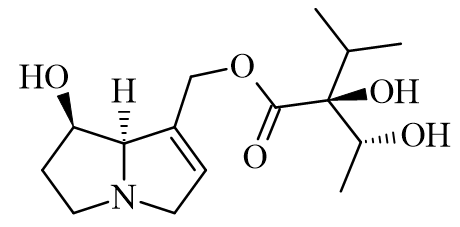
Intermedina

## Taxonomía
Chromolaena odorata fue descrita por (L.) R.M.King & H.Rob. y publicado en Phytologia 20(3): 204. 1970.
Etimología
Chromolaena: nombre genérico que deriva de las palabras griegas: χρῶμα (croma), que significa "de color", y λαινα (laena), que significa "manto". Se refiere a los colores de los filarios de algunas especies.
odorata: epíteto latíno que significa "olorosa"
Sinonimia
- Chromolaena farinosa (B.L.Rob.) R.M.King & H.Rob.
- Eupatorium conyzoides var. floribunda (Kunth) Hieron.
- Eupatorium dichotomum Sch.Bip.
- Eupatorium divergens Less.
- Eupatorium floribundum Kunth
- Eupatorium graciliflorum DC.
- Eupatorium klattii Millsp.
- Eupatorium odoratum var. pauciflorum Hieron.
- Osmia divergens Sch. Bip.
- Osmia graciliflora Sch. Bip.
- Osmia odorata (L.) Sch. Bip.[9]